# 因斯特蒂尤特冰流
因斯特蒂尤特冰流（英語：Institute Ice Stream）是南極洲的冰流，位於伊利沙伯女皇地，最終在海格立斯灣東南面注入菲爾希納-龍尼冰棚，美國研究隊在1958年踏足該冰流，現時由南極條約體系管理。